# Цзянь
Цзянь (кит. трад. 劍, упр. 剑, пиньинь jiàn; кантонский: Gim3) — китайский прямой меч, в классическом варианте с длиной клинка около метра, но встречаются и более длинные экземпляры. В эпоху бронзы (Западная Чжоу и начало Чуньцю) длина клинка обычно составляла менее полуметра. Первые литые бронзовые цзяни появились в эпоху Западная Чжоу, наибольшее же распространение они получили в эпоху Воюющих Царств, тогда же часть цзяней стали ковать из стали. В эпоху династии Тан цзянь в войсках стал уступать место дао, а после падения этой династии цзянь стал парадно-церемониальным оружием. Эту функцию мечи сохраняли до середины XX века.

## Описание
- рукоять заканчивается навершием[2]
- рукоять бывает как короткая для одной руки, так и длинная, допускающая при необходимости хват двумя руками[3]
- гарда - как правило, простая, но встречаются и варианты с изощрённой гардой для специальных техник фехтования[4]
- клинок - встречаются вариант как с недлинным, но тяжёлым клинком для силового фехтования с мощными, но быстрыми ударами, так и вариант с длинным, но лёгким клинком, позволяющим большее разнообразие подвижных приёмов[5]
- клинок имеет два лезвия[6]
- клинок имеет ребро жёсткости, проходящее вдоль всего клинка до самого его острия[7]
- клинок заканчивается остриём[8]
- навершие эфеса заканчивается кистью, которую можно обмотать вокруг запястья и ладони в качестве темляка[9]. Также кисть могла использоваться для впитывания крови, попавшей на рукоять[10]. Иногда встречается очень длинная кисть, сравнимая своей длиной с клинком, которая, как считается, должна отвлекать внимание противника[11]

## История
Первые мечи цзянь появились ещё в эпоху Западная Чжоу и были сделаны из бронзы. Позднее, в эпоху Чуньцю улучшилось качество клинков и возросла их длина. Наиболее широко подобные мечи использовались на войне в эпоху Воюющих Царств.

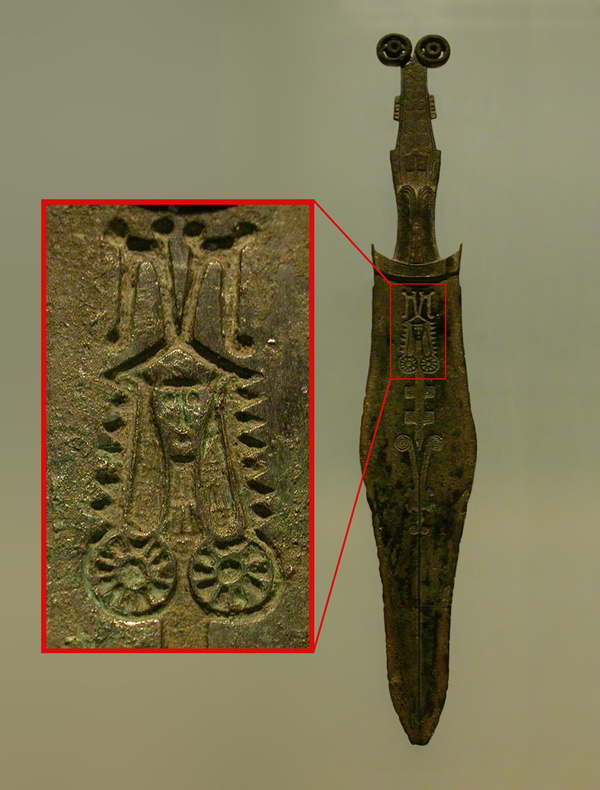
Ранняя версия бронзового цзяня

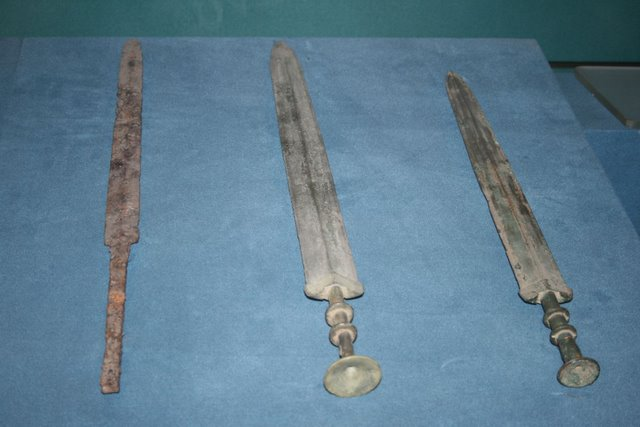
Стальной и два бронзовых меча эпохи Воюющих Царств

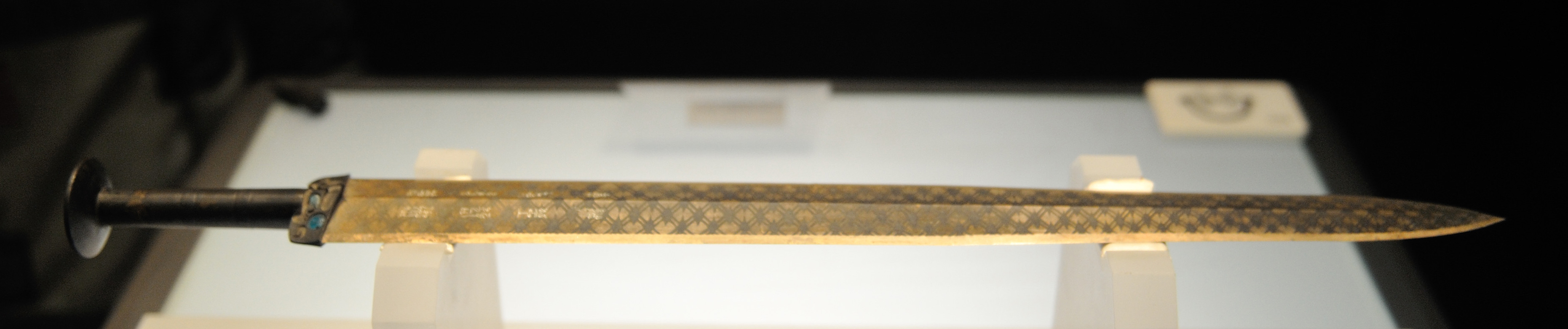
Меч Гоуцзяня

В эпоху Воюющих Царств средняя длина мечей составляла чуть менее метра. Что показательно, в эпоху Воюющих Царств бронзовые мечи продолжали соперничать со стальными, так, например, Чу славилось своими стальными мечами, в то время как Цинь, благодаря использованию сплавов, содержащих хром, славилось бронзовыми мечами, не уступавшими по качеству лишь недавно появившимся стальным (имевшиеся исторические теории о том, что Цинь одержало победу благодаря стали, оказались опровергнуты археологическими находками) И к моменту объединения Китая под властью Цинь средняя длина мечей составляла чуть менее метра. Процесс отливки бронзовых мечей в формах постепенно уступал место производству кованых мечей из железа по мере развития металлургии в древнем Китае.
В эпоху Хань цзянь превратился в обязательный атрибут чиновников. Количество стальных мечей стало заметно превышать количество всё ещё отливавшихся  бронзовых.
Постепенно прямые мечи цзянь стали уступать место в армии палашам и фальшонам — дао, оказавшимся более практичными и эффективными в бою. Уже в эпоху Тан в Китае все большую популярность приобретают дао со слабо выраженным изгибом. Фехтование на обоюдоострых цзянь со времен династии Тан становится непременным атрибутом ученого мужа, одинаково хорошо владеющего кистью и клинком (в качестве примера можно назвать прославленного поэта Ли Бо). Меч, превратившийся в произведение искусства, стремились не подвергать повреждениям лезвия при фехтовании. Действительно, ряд сохранившихся с периода Цин (1636—1912) мечей имеет характерные засечки на голоменях клинков. Процесс перехода от массового вооружения мечами к вооружению саблями и палашами завершился к концу X века. Что касается пехоты, то ещё в эпоху Хань её основным вооружением был дао (являвшемуся в ту эпоху тяжёлым однолезвийным прямым оружием — фактически, палашом), а к эпохе Тан дао прочно утвердился в качестве основного клинкового оружия в армии.
К эпохе Тан мечи в армии были не столь популярны, как раньше, а после падения Тан и вовсе превратились в парадно-церемониальные. Тем не менее, как ни странно, именно период после Тан некоторые китайские авторы (в частности Чжан Юкунь) называют расцветом фехтования на цзянь. И именно в это период возникла традиция старательно беречь меч при фехтовании. Превращение цзянь из боевых в парадно-церемониальные мечи по времени совпало с заменой малочисленной китайской тяжёлой кавалерии, представлявшей собой аналог катафрактов, облачённый (включая и коней) в ламеллярные доспехи, и вооружённый помимо прочего мечами цзянь, на многочисленную среднюю, кавалерию сформированную из тюркских наёмников. Процесс замены, начавшись ещё при основании династии Тан, завершился к концу X века. Что касается пехоты, то ещё в эпоху Хань меч цзянь уступал по популярности мечу дао (являвшемуся в ту эпоху тяжёлым однолезвийным прямым мечом — фактически, палашом, в отличие от более позднего — классического дао, являющегося фальшоном), а к эпохе Тан дао прочно утвердился в качестве основного оружия мечников.
Тем не менее, цзянь активно использовался в Китае вплоть до второй половины XX в. в качестве неофициального оружия чиновников, деревенских ополченцев и милиционных формирований. Многочисленные ополченские цзяни периода Цин, полностью изготовленные из стали, получили название цюаньте цзянь (букв. цельножелезный цзянь) в больших количествах дошли до наших дней и демонстрируют высокий уровень мастерства китайских деревенских жителей Кроме того, обследование значительного количества образцов повстанческого и милиционного оружия XVII—XX веков, изготовленного деревенскими кузнецами, проведенное Алексом Хуанфу, Петером Деккером, Филипом Томом, В. Е. Белановским, А. М. Пастуховым дало возможность выявить конструктивные особенности этого оружия и подтвердить реальность возможности производства качественного клинкового оружия в деревенских условиях при наличии развитой традиции изготовления клинкового оружия кузнецов — многие из них имеют сложную конструкцию саньмэй, когда между двумя пластинами мягкой стали вкладывалась пластина из твердой стали и весь пакет проваривался при помощи кузнечной сварки.
Помимо боевых цзяней, изготавливались и парадно-церемониальные для религиозных и магических обрядов, в частности, нередко носились даосами. Более того, в отличие от буддийских монахов, традиционно путешествовавших с шестом или посохом, у даосов при путешествии было принято брать с собой для самозащиты цзянь.
Согласно Лю-Чжиан Сину, наиболее ценные мечи, помимо внешних ножен, могут иметь стальные внутренние ножны, предназначенные для лучшего сбережения клинка. Однако, утверждая это, данные авторы не приводят фото реальных артефактов, а также не описывают их конструкцию.
Современный спортивный цзянь представляет собой спортивный снаряд в виде меча с тонким клинком повышенной гибкости, непригодный для применения в реальном бою.

## Фехтование

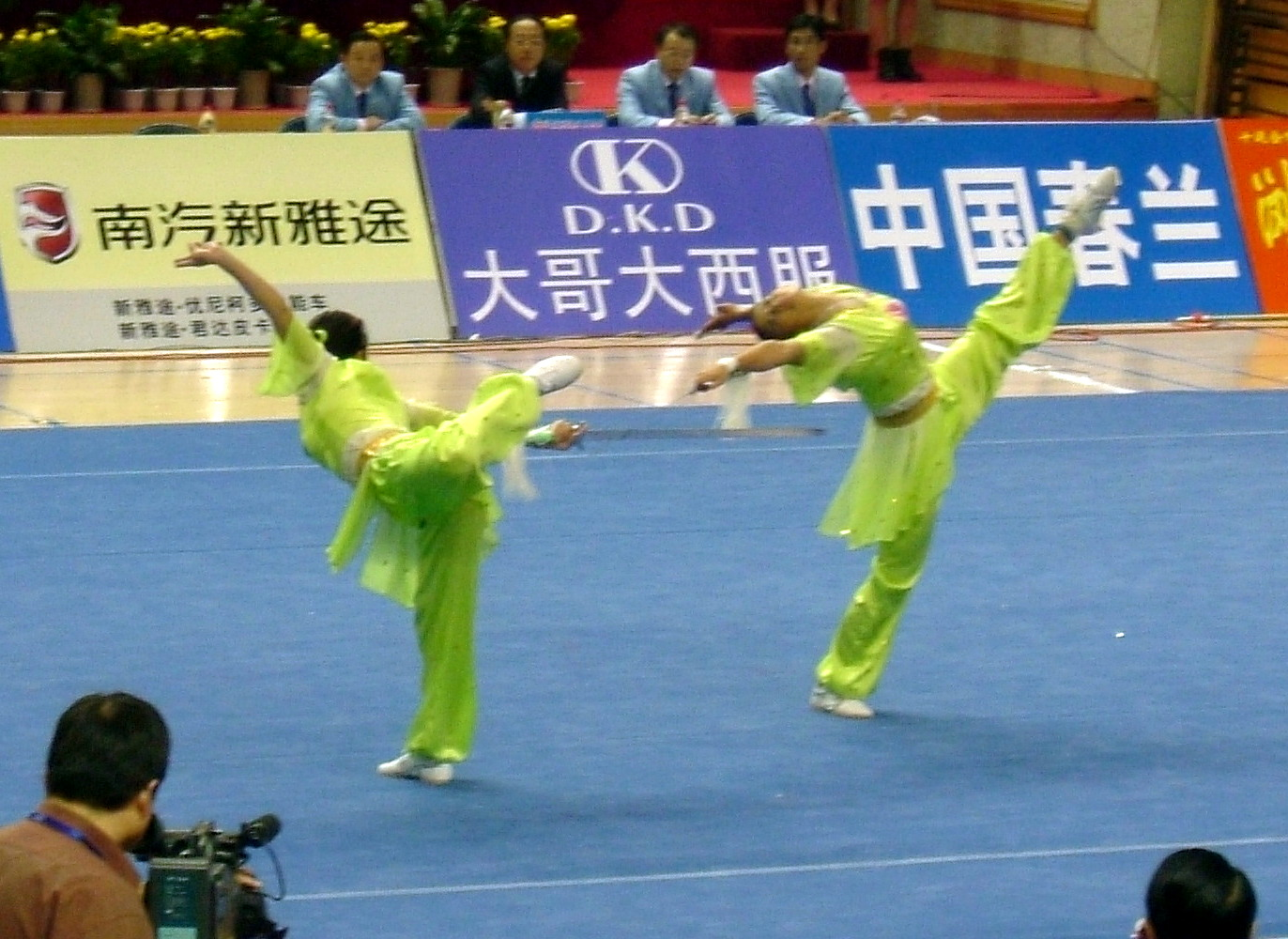
Фехтование на цзянях

В эпоху бронзы цзянь представлял короткий клинок, обычно используемый в паре со щитом, в соответствующей манере фехтования. С удлинением мечей, почти до одного метра (которое произошло ещё в эпоху бронзы), популярность щитов не снизилась, и комбинация «щит и меч» продолжала оставаться популярной в пехоте и в VI веке нашей эры.
Классический вариант представляет собой длинный прямой клинок с длинной рукоятью, которым можно фехтовать как одной, так и двумя руками. В отличие от европейских полуторных мечей, у которых треть клинка, прилегающая к гарде, часто не затачивалась, клинок цзяня, как правило, заточен по всей длине. В отличие от своего ближайшего европейского аналога — нем. reitschwert, гарда простая, что, с одной стороны, не стесняет движения руки, а с другой — слабо защищает пальцы. Всё это в сочетании с наличием достаточного веса делало классический цзянь довольно универсальным мечом, который был достаточно лёгок для проведения сложных фехтовальных приёмов (в частности, кистевых ударов) и достаточно тяжёл для нанесения рубящих ударов. Простота гарды также налагает свой рисунок на бой, заставляя использовать длинные защиты с круговыми движениями, при выполнении кончик меча часто смотрит на противника, а все защитные движения, в основном, выполняются рукоятью описывающей круги вокруг центра вращения которым является острый конец меча (ср. фехтование мечом дао, при котором круги вокруг рукояти описывает конец меча), что позволяет быстрые контратаки как колющими, так и рубящими ударами.
На дошедшую до наших дней манеру фехтования заметное влияние оказало превращение цзяня из боевого меча в парадно-церемониальный — слишком лёгкий для нанесения рубящих ударов, в то же время довольно хлипкий, чтобы его подставлять под удар более тяжёлого оружия. При этом клинки боевых цзяней стали цениться настолько высоко, что их стали беречь от повреждений, стараясь не рубить и не подставлять оружие под удар — боясь появления случайной выщербины на ценной фамильной реликвии.
К сожалению, унификация и выхолащивание традиционных видов фехтования в КНР превратило фехтование на цзянь в разновидность спортивной акробатики (возможно, даже в чем-то близкой тем изощренным системам, которыми овладевали в частном порядке благородные мужи периода Тан). Однако лёгкий и тонкий клинок современного спортивного меча оказался слишком слабым для эффективного парирования, что сделало фехтование на цзянь своеобразным шоу. Старые дорогие мечи стремились не использовать при обучении, боясь появления зазубрин на антикварных вещах. Тем не менее, ещё в годы войны с Японией (1937—1945) многие офицеры армии Гоминьдана использовали цзянь в качестве боевого оружия.
Выделяются четыре манеры фехтования:
- «идущий» меч — знаменитая «бесконтактная» манера фехтования (в идеале мечи не должны соприкасаться), в которой все защиты строятся на быстрых и ловких передвижениях и уклонах, а из атак преобладают уколы и подрезания.
- «мощный» меч — фехтование боевым мечом, отличающееся чёткостью и решительностью.
- «мягкий» меч — манера фехтования, характерная для внутренних стилей ушу, использующая особый мягкий хват[к. 3], позволяющий за счёт меньшей силы получить большую техничность и сложность фехтования
- «пьяный» меч — манера фехтования в «пьяном» стиле с обилием финтов и акробатики

## Комментарии
1. ↑  Сродни рисованию пентаграмм мечом или шпагой в европейском оккультизме (причём при отсутствии настоящего оружия достаточной заменой считался деревянный меч с железным остриём из гвоздя)
2. ↑  буквально «рейтарский меч» — гибрид меча и шпаги со сложной шпажной гардой и клинком, который достаточно лёгок для сложных фехтовальных техник, и в то же время достаточно тяжёл для рубящего удара
3. ↑  как при мягком так и при жёстком хвате, во избежание излишнего перенапряжения мышц рук и преждевременной усталости, меч большую часть времени держат тремя пальцами:
  - указательный, средний и большой пальцы — «мягкий» хват
  - средний, безымянный и большой пальцы — «жёсткий» хват